# Taira obtusa
Espèce
Taira obtusa est une espèce d'araignées aranéomorphes de la famille des Amaurobiidae.

## Distribution
Cette espèce est endémique du Guizhou en Chine,. Elle se rencontre dans le xian de Weining.

## Description
La femelle holotype mesure 7,75 mm, les femelles mesurent de 7,04 à 7,75 mm.

## Publication originale
- Zhang, Zhu & Song, 2008 : Revision of the spider genus Taira (Araneae, Amaurobiidae, Amaurobiinae). Journal of Arachnology, vol. 38, no 3, p. 502-512 (texte intégral).